# Olympiska vinterspelen
Olympiska vinterspelen, oftast kallat vinter-OS, är en global idrottstävling som hålls vart fjärde år. Från 1924 till 1992 hölls vinterspelen samma år som sommarspelen, men sedan 1994 är de separerade med två år. I praktiken innebär det att det sedan 1992 är olympiska tävlingar varje jämnt år. Vinterspelen har ägt rum i Europa, Nordamerika och Asien.
Kraven för att en sport ska kunna bli påtänkt som vinterolympisk gren är att den utövas på snö och/eller is, samt att den utövas på organiserad nivå i minst tre av de fem bebodda världsdelarna.

## Historia
När Internationella olympiska kommittén (IOK) grundades 1894 var en av de föreslagna sporterna i programmet skridskoåkning. Dock utfördes ingen skridskoåkning i de olympiska spelen tills de olympiska sommarspelen 1908 i London, vilka arrangerade fyra grenar i konståkning. Ulrich Salchow (tio VM-guld) och Madge Syers (första konkurrenskraftiga konståkerskan) vann de enskilda titlarna med lätthet.
Tre år senare föreslog den italienska greven Eugenio Brunetta d'Usseaux att IOK skulle arrangera en vecka med vintersporter som en del av de olympiska sommarspelen 1912 i Stockholm. Victor Balck, som var ordförande i organisationskommittén, sade nej till ett vinter-OS i Sverige 1913; Nordiska spelen var hans skötebarn, det var en vintersporttävling som hölls vart fjärde år. Clarence von Rosen var även han negativ till förslaget och detsamma var norrmännen, som inte ville utsätta skidtävlingarna i Holmenkollen för konkurrens. Dock föreslogs samma idé igen för de olympiska sommarspelen 1916, som skulle hållas i Berlin. En vintersportvecka med skridsko, konståkning, ishockey och nordisk skidsport planerades, men spelen ställdes in efter utbrottet av första världskriget 1914.
De första olympiska spelen efter kriget, de olympiska sommarspelen 1920 i Antwerpen, arrangerade konståkning igen, medan ishockeyn gjorde sin olympiska debut. Vid IOK:s möte följande år bestämdes det att arrangörerna av de olympiska sommarspelen 1924 i Paris även skulle vara värdar för den separata "Internationella vintersportveckan", under stöd av IOK. Denna "vecka" (den varade faktiskt elva dagar) av tävlingar i Chamonix visade sig vara en stor succé, som lockade över 200 idrottare från 16 länder, som tävlade i 16 grenar. Den första grenen på programmet var 500 meter skridsko, som vanns av den amerikanska idrottaren Charles Jewtraw, som därigenom blev den första mästaren i de olympiska vinterspelen, men inte den första vinterolympiska mästaren, eftersom tävlingar i konståkning och ishockey hölls 1908 och 1920. Totalt, 1924, dominerade de finska och norska idrottarna tävlingarna.
1925 bestämde IOK att skapa separata olympiska vinterspel och 1926, vid IOK:s 24:e kongress i Lissabon, utsågs den "Internationella vintersportveckan" 1924 i Chamonix retroaktivt till de första olympiska vinterspelen.
Sankt Moritz utsågs av de schweiziska arrangörerna till att vara värd för de andra olympiska vinterspelen, som hölls från den 11 februari till den 19 februari 1928. Curling och militärpatrull var inte längre medaljsporter (även om den senare demonstrerades), medan skeleton gjorde sitt första olympiska framträdande. Varmt väder plågade de olympiska spelen på den fjärde dagen. 10 000 meter skridsko gavs upp vid det femte varvet, och 50 kilometer längdskidåkning slutade med en temperatur på 25 °C, vilket tvingade en tredjedel av deltagarna att ge upp tävlingen.
De följande olympiska spelen kom till Nordamerika för första gången. Dock deltog färre idrottare 1932 än 1928, på grund av att resan till Lake Placid i den amerikanska delstaten New York var lång och dyr för de flesta deltagare, och det fanns lite pengar för sport i mitten av den stora depressionen. Till råga på allt präglades spelen av varmt väder, vilket aktualiserade frågan om att förskjuta dem två dagar. Spelen öppnades den 4 februari och avslutades den 15 februari. Eddie Eagan, som hade varit olympisk mästare i boxning 1920, vann guld i herrarnas bobsleigh under dessa spel och blev den första och än så länge den enda olympiern som har vunnit två guldmedaljer i både de olympiska sommarspelen och -vinterspelen.
De bayerska städerna Garmisch och Partenkirchen arrangerade tillsammans de olympiska vinterspelen 1936, som hölls från den 6 februari till den 16 februari. Alpin skidåkning gjorde sin olympiska debut i Tyskland, men skidlärare förbjöds att delta, eftersom de ansågs vara professionella. Detta beslut orsakade att de schweiziska och österrikiska skidåkarna bojkottade de olympiska spelen detta år. Längdskidåkningstävlingar hölls även för första gången, medan militärpatrull och isstock var demonstrationssporter.

### Andra världskriget
Andra världskriget avbröt flera sportevenemang, så även de olympiska vinterspelen. Olympiska vinterspelen 1940 hade ursprungligen tilldelats till Sapporo i Japan, men togs tillbaka 1938, på grund av den japanska invasionen av Kina. Därefter valdes St. Moritz i Schweiz av IOK att vara värd för de olympiska vinterspelen 1940, men tre månader senare drog IOK tillbaka St. Moritz som värd för spelen, på grund av osämja med de schweiziska arrangörerna. Garmisch-Partenkirchen, värden för det föregående spelet, erbjöd sig som värdar för spelen igen, men spelen ställdes in i dess helhet i november 1939 på grund av Tysklands invasion av Polen den 1 september.
De olympiska vinterspelen 1944 skulle ha ägt rum i Cortina d'Ampezzo i Italien, men sommaren 1941 beslöt IOK att avblåsa 1944 års vinter- och sommarspel på grund av det fortfarande pågående andra världskriget.
1948 återupptogs de olympiska spelen, med vinterspelen i schweiziska Sankt Moritz i januari–februari, följt av sommarspelen i London i juni–juli.

### Separering från sommarspelen
1986 beslutade IOK att sommar- och vinterspelen inte längre skulle hållas samma år, utan följa sina egna fyraårscykler två år ifrån varandra, med början 1994. Av den anledningen hölls det sista vinterspelet enligt den gamla modellen i franska Albertville 1992, följt av nästa vinterspel i norska Lillehammer redan 1994, följt av nästa sommarspel 1996.

## Spelen

Arrangörsorter för olympiska vinterspelen.

### Chamonix 1924
Slutligen blev dock rösterna för olympiska vinterspel så starka att IOK vid möte i Lausanne 1921 beslutade att Frankrike skulle vara värd för de olympiska sommarspelen i Paris 1924 och även samma år arrangera olympiska vinterspel. Första vinter-OS hölls därmed 1924 i Chamonix i Frankrike, och kallades då "Internationella vintersportveckan". Den franska staden i Haute-Savoie gästades mellan  25 januari och 5 februari av mer än 200 idrottare från 16 nationer som också tävlade i 16 grenar. Första tävlingen var 500 meter i hastighetsåkning på skridskor som vanns av Charles Jewtraw från USA. De finska och norska deltagarna dominerade tävlingarna. 

### Sankt Moritz 1928
Den klassiska vintersportorten Sankt Moritz i Schweiz stod som värd för spelen 1928. Tävlingarna avgjordes mellan 11 februari och 19 februari. Curling och skidskytte hade tagits bort från programmet. Skeleton kom som ny gren.

### Lake Placid 1932
1932 kom spelen till Nordamerika och Lake Placid, New York, USA. Antalet deltagare var mindre än tidigare beroende på det långa avståndet för de dominerande européerna samt den pågående ekonomiska lågkonjunkturen. Även denna gång präglades spelen av varmt väder, man var tvungen att förlänga spelen 2 dagar för att kunna genomföra riktiga tävlingar. Man startade 4 februari och avslutade 15 februari. Eddie Eagan, som vann i boxning 1920 var med i vinnande boben. Han blev därmed först att vinna guld i både sommar- och vinterspel, en bedrift han fortfarande är ensam om.

### Garmisch-Partenkirchen 1936
De bayerska tvillingstäderna Garmisch-Partenkirchen organiserade tillsammans spelen 1936 mellan 6 februari och 16 februari. Utförsåkning introducerades och skidlärare förbjöds delta eftersom de betraktades som professionella. Detta ledde till att de schweiziska och österrikiska åkarna bojkottade spelen. Här åktes också stafett i längdskidåkning för första gången.

### Sankt Moritz 1948
Schweiz hade inte deltagit i andra världskriget och det beslutades att de skulle arrangera spelen för andra gången 1948. 28 länder tävlade mellan 30 januari och 8 februari. Deltagare från Japan och Tyskland inbjöds inte. Sverige, som också stod utanför andra världskriget, skördade också stora framgångar. Skeleton stod åter på programmet, men togs också bort efter tävlingarna med hänvisning till skaderisken.

### Oslo 1952
Spelen kom till Norden och skidåkningens vagga, Norge. Oslo arrangerade spelen med invigning 14 februari och avslutning 25 februari 1952. Elden tändes i Telemark i spisen hos skidpionjären Sondre Norheim. Programmet hade nu utökats med längdskidåkning för damer och storslalom presenterades. Bandy spelades som uppvisning. Tyskland deltog för första gången på 16 år, representerade av Västtyskland.

### Cortina d'Ampezzo 1956
1956 stod Cortina d'Ampezzo som värd för spelen vilka genomfördes mellan 26 januari och 5 februari. Spelen var de första som sändes via television. Sovjetunionen deltog för första gången och vann flest medaljer.

### Squaw Valley 1960
Orten stod tom när man i slutet av 1950-talet beslutade att ge spelen till Squaw Valley, USA. Skridskobanor, hotell, skidliftar, allt fick uppföras. Tävlingarna genomfördes på nyfallen snö  18 februari till 28 februari 1960. Bob togs aldrig upp eftersom endast 9 nationer anmält sig. Skidskytte presenterades och damerna tävlade i hastighetsåkning på skridsko för första gången.

### Innsbruck 1964
Tyrolerstaden Innsbruck var värd vid spelen 1964. Återigen var snötillgången dålig och den österrikiska armén fick kallas in för att frakta snö till anläggningarna. Bob återkom som gren och nya delgrenar introducerades inom backhoppning och damernas längdskidåkning. Rodel togs upp på programmet.

### Grenoble 1968
Spelen hölls i Grenoble, Frankrike. För första gången tävlade Östtyskland och Västtyskland som egna nationer i samma spel. Tidigare hade man haft ett kombinerat "alltyskt" lag i olympiska sammanhang, men tävlat var för sig i andra sammanhang. Ny gren var stafett i skidskyttet. Under spelen gjordes också de första doping- och könstesten. Toini Gustafsson vann två guld för Sverige i damernas längdskidåkning 5 och 10 km.

### Sapporo 1972
Nu hölls spelen i Asien. Den japanska staden Sapporo stod värd. Stor fråga var professionalismen, IOK:s ordförande Avery Brundage hotade att stänga av flera utförsåkare. Till slut blev det bara Karl Schranz, som hade tjänat mest pengar på tävlandet. Här åkte man också för sista gången på skidor helt gjorda av trä.

### Innsbruck 1976
Spelen skulle egentligen ha avgjorts i Denver, Colorado, USA, men invånarna hade protesterat så kraftigt mot planerna att man avbröt planerandet redan 1972. Tidigare hade Whistler, British Columbia, Kanada ansökt om spelen och budet gick till dem men den nya regeringen i provinsen tackade nej. Innsbruck fick arrangemanget för andra gången. Nya grenar var isdans och 1 000 meter hastighetsåkning på skridskor för herrar.

### Lake Placid 1980
Spelen återvänder till USA och hölls i Lake Placid i delstaten New York. Folkrepubliken Kina gjorde debut vilket gjorde att Taiwan beordrades tävla under nytt namn vilket de vägrade att göra och de bojkottade spelen. Uppmärksammade händelser var bland annat då USA vann ishockeyguldet, och bland annat slog Sovjetunionen i slutspelsserien, samt då Sveriges Thomas Wassberg vann herrarnas 15 kilometer längdskidåkning med 1/100 sekund före Finlands Juha Mieto. Ingemar Stenmark vann också Sveriges första guldmedalj någonsin i utförsåkning, han vann guld i både slalom och storslalom.

### Sarajevo 1984
Överraskningen Sarajevo arrangerade spelen och var fram tills OS i Sotji 2014 de enda vinterspelen som organiserats i det gamla "östblocket". Ingen jugoslav hade tidigare tagit medalj vilket dock Jure Franko ändrade på med en silvermedalj i storslalom. Damerna fick en ny gren, 20 kilometer längdskidåkning. Sverige gjorde ett hyfsat bra spel med bland annat guld till Thomas Wassberg och Gunde Svan på längdskidor samt Thomas Gustafson på skridskor.

### Calgary 1988
Staden Calgary i Alberta, Kanada genomförde de första längre tävlingarna. Arrangemanget hade växt så att man nu behövde 16 dagar för att kunna genomföra allt. Nytt var skridskotävlingar på kort bana (shorttrack) och freestyle, båda dock endast som uppvisningsgrenar. Thomas Gustafsson från Sverige firade stora framgångar genom dubbla OS-guld på både 5000 och 10000 meter skridskor.

### Albertville 1992
Sista gången vinterspelen avgjordes samma år som sommarspelen var i franska regionen Savoie och staden Albertville som egentligen bara var värd för 18 grenar. Uppvisningsgrenarna från 1988 var nu med som fullvärdiga grenar. Curling var uppvisningsgren, och skidskytte för damer fanns för första gången med på programmet. Splittringen av "östblocket" medförde att en mängd nya nationer deltog. De baltiska staterna deltog var för sig medan övriga tidigare Sovjetrepubliker tävlade under gemensamt namn, "Oberoende staters samvälde" (OSS). Första medaljen till en deltagare från södra halvklotet delades ut, då Nya Zeelands Annelise Coberger tog medalj i damernas slalom.

### Lillehammer 1994
Norge stod värd igen, denna gång i Lillehammer. Efter ett tidigare beslut hölls spelen redan 2 år efter de förra och inte samma år som sommarspelen. Programmet hade utökats ytterligare. En mängd nya stater deltog och Sverige vann sitt första olympiska guld i ishockey efter straffslag av bland andra Peter Forsberg och en räddning av Tommy Salo.

### Nagano 1998
2 000 deltagare hade spelen i japanska Nagano vilket var nytt rekord. Nya sporter på programmet var snowboard och curling. Damerna premiärspelade ishockey och herrarnas turnering tillät för första gången professionella att delta. USA och Kanada var förhandsfavoriter men Tjeckien vann herrguldet genom att finalslå Ryssland, medan USA vann damguldet genom att finalbesegra förhandsfavoriten Kanada. Sverige gjorde ett skralt vinter OS med endast 2 silvermedaljer och ett brons.

### Salt Lake City 2002
De 19:e olympiska vinterspelen hölls i Salt Lake City, Utah, USA. 
Strax före invigningen fann man att organisatörerna hade mutat delegater i IOK och flera fick avgå till följd av utredningen. Skeleton kom tillbaka som gren och andra sporter fick nya delgrenar. Säkerhetsarrangemangen var rigorösa efter terroristattacken 11 september 2001.
Den mest osannolika guldmedaljen togs vid spelen. Vid 1 000 m short track klarade inte australiern Steven Bradbury sig vidare, men efter en diskvalificering kom han till final som siste man. De fyra andra skridskoåkarna kolliderade så illa att Bradbury ohotad kunde åka i mål som guldmedaljör. Sverige tog inget guld i detta spel utan fick nöja sig med 2 silver och 5 brons.

### Turin 2006
Spelen nådde Italien igen. Arrangörsorten blev Turin. Sverige nådde stora framgångar med hela 7 guld, 2 silver och 5 brons. Framgångarna kom bland annat i sprintskidåkning med hela 3 guld, varav 2 i sprintstafett/team-sprint som debuterade på programmet. I alpint genom bland andra Anja Pärsson, i ishockeyn med guld till herrarna och silver till damerna, i curling guld till svenska damlaget samt i skidskytte med både guld och silver till Anna-Carin Olofsson.

### Vancouver 2010
2010 genomfördes OS i Vancouver. Värdnationen Kanada blev historisk genom att som första land i den vinterolympiska historien erövra 14 guldmedaljer under samma spel. Norska Marit Bjørgen blev spelens drottning med tre guldmedaljer, ett silver och ett brons. Skicross gjorde debut i OS-programmet. Sverige gjorde ett bra spel med 11 medaljer där bland andra Charlotte Kalla och Marcus Hellner tog guld i längdskidor, Björn Ferry tog guld i skidskytte, Lag Norberg tog guld i curling damer samt herrlaget i stafett längdskidor tog guld.

### Sotji 2014
IOK röstade 2007 fram Sotji i Ryssland att anordna spelen 2014. Övriga kandidatorter i finalomröstningen var Salzburg i Österrike och Pyeongchang i Sydkorea. Sverige gjorde ett bra spel med hela 15 medaljer varav 2 guld. Båda gulden kom i stafetten på längdskidor herrar/damer där Sverige genom Charlotte Kalla efter en helt makalös sista sträcka vann damernas stafett före Finland och Tyskland.

### Pyeongchang 2018
Pyeongchang (Sydkorea) valdes som arrangör den 6 juli 2011 under IOK:s konferens i Durban. Sverige gjorde på nytt ett mycket bra spel med hela 14 medaljer varav hela 7 guld, 6 silver och 1 brons. Bland annat blev det dubbla guld i slalom genom Frida Hansdotter och André Myhrer. Även de svenska skidskyttarna, längdskidåkarna och curlinglagen firade stora framgångar med medaljer i olika grenar.

### Peking 2022
Platsen för Olympiska vinterspelen 2022 var Peking, efter IOK-omröstning 31 juli 2015. Sedan Stockholm, Krakow, Lviv och Oslo gett upp sina kandidaturer i förtid hade Peking bara en motkandidat, Almaty i Kazakstan, och var storfavorit inför omröstningen. Men när rösterna från delegaterna i den internationella olympiska kommittén (IOK) räknades samman blev marginalen inte så stor: 44–40 till Pekings fördel.

### Milano Cortina 2026
Platsen för Olympiska vinterspelen 2026 blir Milano Cortina efter IOK-omröstning 24 juni 2019.

## Deltagande nationer
Här följer en lista på samtliga länder som deltagit i olympiska vinterspelen. Flera av dessa länder deltar inte längre i olympiska spelen.
| - Albanien - Algeriet - Amerikanska Jungfruöarna - Amerikanska Samoa - Andorra - Argentina - Armenien - Australien - Azerbajdzjan - Belgien - Bermuda - Bolivia - Bosnien och Hercegovina - Brasilien - Bulgarien - Chile - Costa Rica - Cypern - Danmark - Egypten - Estland - Etiopien - Finland - Fiji - Filippinerna - Frankrike | - Georgien - Grekland - Guam - Guatemala - Hongkong - Indien - Iran - Irland - Island - Israel - Italien - Jamaica - Japan - Jugoslavien - Kanada - Kazakstan - Kamerun - Kenya - Kina - Kinesiska Taipei - Kirgizistan - Kroatien - Lettland - Libanon - Liechtenstein - Litauen | - Madagaskar - Makedonien - Malta - Marocko - Mexiko - Moldavien - Monaco - Mongoliet - Nederländerna - Nederländska Antillerna - Nepal - Nordkorea - Norge - Nya Zeeland - OSS - Polen - Puerto Rico - Rumänien - Ryssland - Taiwan - San Marino - Schweiz - Serbien och Montenegro - Senegal - Slovakien - Slovenien | - Sovjetunionen - Spanien - Storbritannien - Sverige - Sydafrika - Sydkorea - Tadzjikistan - Trinidad och Tobago - Thailand - Tjeckien - Tjeckoslovakien - Turkiet - Tyskland - Tyskland - Ukraina - Ungern - USA - Uzbekistan - Venezuela - Västtyskland - Vitryssland - Österrike - Östtyskland |

## Medaljligan
| Medaljfördelning under vinter-OS sedan 1924 |               |      |        |       |        |
| Placering                                   | Nation        | Guld | Silver | Brons | Totalt |
| 1                                           | Norge         | 107  | 108    | 91    | 306    |
| 2                                           | USA           | 87   | 96     | 73    | 256    |
| 3                                           | Tyskland      | 79   | 79     | 53    | 211    |
| 4                                           | Sovjetunionen | 79   | 57     | 59    | 195    |
| 5                                           | Österrike     | 55   | 70     | 76    | 201    |
| 6                                           | Kanada        | 53   | 46     | 47    | 146    |
| 7                                           | Sverige       | 51   | 35     | 49    | 135    |
| 8                                           | Schweiz       | 44   | 37     | 46    | 127    |
| 9                                           | Finland       | 42   | 59     | 56    | 157    |
| 10                                          | Östtyskland   | 39   | 36     | 35    | 110    |